# Harry Potter en de Relieken van de Dood (computerspel)
Harry Potter en de Relieken van de Dood deel 1&2 (Oorspronkelijke titel: Harry Potter and the Deathly Hallows part 1&2) is een tweedelig videospel gebaseerd op de twee gelijknamige films van Harry Potter.
Het zevende en laatste boek van Harry Potter, Harry Potter en de Relieken van de Dood is in twee delen verfilmd. Deel 1 is uitgekomen op 19 november 2010 en deel 2 op 15 juli 2011. Op 1 juni 2010 kondigde EA Games aan dat er tevens twee videogames zullen worden uitgebracht, die tegelijk met de films zullen verschijnen.
De videospellenreeks staat op een keerpunt. EA Bright Light Studio heeft gekozen voor een nieuwe aanpak om de games een nieuwe, meer volwassen uitstraling te geven om zo een breder publiek te trekken. Beide delen zijn third-person shooters, ontworpen in de stijl van bekende schietspellen zoals Call of Duty of Medal of Honor. Daarnaast zijn de games volledig in het Engels, in tegenstelling tot de vorige videogames die ook in andere talen zijn uitgebracht.
Harry Potter is het enig speelbare personage. In deel 2 speel je soms ook met andere personages (Ron, Ginny, Simon, Hermelien, Molly, professor Anderling, Marcel).Je volgt zijn/hun avontuur in twee soorten missies: verhaalmissies en gevechtmissies. In verhaalmissies komt een deel van het verhaal aan bod, de nadruk ligt hier op interactie met personages en de omgeving. In gevechtmissies daarentegen staan Harry's dueleervaardigheden centraal. Buiten het verhaal om moet hij Ongewenste Personen zoals Dreuzels en dreuzelgeborenen (tovenaars/heksen waarvan de beide ouders dreuzels zijn) bevrijden of Dooddoeners en Bloedhonden verslaan.
Het belangrijkste in de games zijn de gevechten / tovenaarsduels. Harry heeft hiervoor een aantal toverspreuken ter beschikking: Confringo en Expulso (de explosiespreuken), Confundus (een verwarringsspreuk), Expelliarmus (de ontwapeningsspreuk), Expecto Patronum (de spreuk waarmee Harry een Patronus kan oproepen), Impedimenta (de stremspreuk), Petrificus Totalus (de vloek van totale verstijving, waarvan Finite Incantatem een tegenspreuk is), Paralitis (de verlamspreuk), Protego (de schildspreuk), Wingardium Leviosa (de zweefspreuk) en ten slotte de Windroos-bezwering (een bezwering die aangeeft waar je volgende doel zich bevindt) die je altijd kunt gebruiken. Hoe verder je komt in de game, des te meer en des te zwaardere spreuken je kunt gebruiken.
Er komt ook een aantal toverdranken voor in het spel, zoals Felix Fortunatis (geluksdrank waardoor je bijna niet meer wordt geraakt door tegenstanders en zelf heel accuraat spreuken kunt uitspreken), Levenselixer (drank voor het herstellen van verwondingen), Doxycide (toverdrank om Doxy's te verlammen) en Ontploffende toverdranken (een toverdrank die inslaat als een bom). Verder heeft de speler ook nog de beschikking over een product uit de Tovertweelings Topfopshop: het Peruviaans Duistergruis (waarmee je de omgeving kunt verduisteren).